# Leichtlebig
Leichtlebig (Easy Virtue) ist ein britischer Liebesfilm von Alfred Hitchcock aus dem Jahr 1928. Der Stummfilm basiert auf einem Theaterstück von Noël Coward.
Der Film wurde in Deutschland im August 2013 erstmals veröffentlicht, wo er während der Internationalen Stummfilmtage zu sehen war. 

## Handlung
Larita Filton, eine attraktive Frau, steht vor Gericht anlässlich der Scheidung von ihrem Mann Abrey Filton, einem dem Trinken zugewandten und als gewalttätig geschilderten Mann. In Rückblenden erfährt man, dass ihr ein junger Künstler namens Claude Robson während ihrer Porträtsitzungen offensiv Avancen machte. Als ihr Mann dies sah, kam es zu einem gewalttätigen Streit zwischen den beiden Männern. Letztlich wird Larita Filton des Ehebruchs bezichtigt und auch verurteilt.
Nach der skandalträchtigen Scheidung reist sie nach Südfrankreich, um jenseits öffentlicher Aufmerksamkeit zu leben. Während eines Tennisspiels wird sie zufällig von einem fehlgeleiteten Ball am Kopf getroffen und lernt auf diese Weise den jungen John Whittaker kennen, einen Mann aus gutem Hause, der sich in sie verliebt. John möchte ganz bewusst nichts über Laritas Vorleben wissen, obwohl sie darauf anspielt. Die beiden heiraten und ziehen nach England zu Johns Familie in deren Anwesen.
Johns Mutter, Mrs. Whittaker, zeigt sich von Beginn an misstrauisch und ablehnend. Sie ist darüber enttäuscht, dass ihr Sohn nicht die von ihr favorisierte Sarah geheiratet hat. Während John zu Beginn noch von seiner Mutter fordert, seine Frau zu respektieren, wird er zunehmend von ihr überzeugt, dass es ein Fehler war, Larita zu heiraten. Johns Schwester entdeckt schließlich einen Hinweis in der Zeitung, der klärt, dass Larita die frühere Mrs Filton war. Ihr Mann zeigt sich irritiert, Larita steht zu ihrer Vergangenheit.
Die Mutter möchte einen öffentlichen Skandal auf dem am Abend im Haus vorgesehenen Fest vermeiden und erwartet, dass Larita diesem fernbleibt. Anders als gewünscht kommt es jedoch zu einem großen Auftritt Laritas. Sie beschließt während des Festes, sich von ihrem Mann scheiden zu lassen. Dem Gerichtsverfahren wohnt sie nur versteckt bei. Als sie beim Verlassen des Gerichtsgebäudes erkannt und von Fotografen bestürmt wird, sagt sie: "Shoot! There is nothing left to kill." (Schießt! Es gibt nichts mehr zu töten.)

## Hintergrund
Leichtlebig war Hitchcocks letzte Arbeit für Michael Balcon und wurde ein finanzieller Misserfolg. Hitchcock thematisierte wieder einmal sein Lieblingsmotiv von Schuld und Sühne und variierte die Geschichte seines vorangegangenen Films Abwärts, indem er die Rollen von Mann und Frau tauschte, nur diesmal ohne Happy End.
Hitchcock nutzte diesen Film dazu, handwerkliche und tricktechnische Feinheiten auszuprobieren. Er experimentierte mit extremen Kameraeinstellungen, mit Blenden und Schnitten, um auf diese Weise mit möglichst wenigen Zwischentiteln auszukommen. Er bastelte mit Akribie an visuellen Tricks.
In einer für den visuell geprägten Stil Hitchcocks typischen Szene macht John Lorita telefonisch einen Heiratsantrag. Man sieht weder sie noch ihn und man hört (bzw. liest) keine Silbe. Man sieht nur die lauschende Telefonistin und beobachtet an ihrer Mimik den Verlauf und das Ergebnis des Gesprächs. Mit solchen Einfällen durchbrach Hitchcock damals alle in England etablierten Normen der Filmdramaturgie.
In Leichtlebig taucht erstmals die beherrschende Mutter in ihrer zerstörerischen Form auf, deren Wesen durch Besitzergreifen, Misstrauen und Manipulation bestimmt wird. Diese Figur wird Hitchcock im Laufe der Jahrzehnte immer wieder variieren.